# Randy Wigginton
Randy Wigginton foi registrado como empregado #6 da Apple. Criou o MacWrite, Full Impact e diversos outros aplicativos do Macintosh. Foi um dos desenvolvedores do eBay.